# تیلتامین
تیلتامین (انگلیسی: Tiletamine) یک بی‌حس کننده تجزیه‌کننده است و از نظر دارویی به عنوان آنتاگونیست گیرنده NMDA طبقه‌بندی می‌شود که از نظر شیمیایی با کتامین مرتبط است. تیلتامین هیدروکلراید به صورت کریستال‌های سفید بی بو وجود دارد.
این دارو در دامپزشکی در فراورده ترکیبی تلازول (تیلتامین/زولازپام، ۵۰ میلی‌گرم در میلی‌لیتر از هر کدام در ویال ۵ میلی‌لیتری) به عنوان یک بی‌حس کننده تزریقی برای استفاده در گربه‌ها و سگ‌ها استفاده می‌شود. گاهی اوقات از آن در ترکیب با زیلازین (رومپون) برای بی حرکت کردن پستانداران بزرگ مانند خرس‌های قطبی و گاومیش کوهان دار چوبی استفاده می‌شود. تلازول تنها محصول تیل‌امین تجاری موجود در ایالات متحده است. در بیماران دارای نمره ASA III یا بیشتر و در حیوانات دارای علائم CNS، پرکاری تیروئید، بیماری قلبی، بیماری پانکراس یا کلیوی، بارداری، گلوکوم یا آسیب‌های نافذ چشم ممنوع است.